# Crime impuni
Crime impuni est un roman policier de Georges Simenon, paru en 1954.
L'auteur achève l'écriture de cette œuvre le 30 octobre 1953, à Shadow Rock Farm, Lakeville (Connecticut), aux États-Unis.

## Résumé
Mme Lange, à Liège, loue des chambres garnies à des étudiants. Depuis trois ans, elle a parmi ses locataires un Polonais qui prépare son doctorat en sciences mathématiques : Élie est un garçon studieux et pauvre, d'une fierté secrète, physiquement disgracié.
Survient un jeune Roumain, issu d'une famille aisée, ce qui lui permet de prendre pension complète chez Mme Lange. Michel Zograffi, qui a tout pour lui, essaie en vain d'obtenir l'amitié d'Élie, plus renfermé que jamais depuis l'arrivée du nouveau locataire. Ce dernier ne tarde pas à séduire la fille de Mme Lange, Louise. Ayant surpris leur intimité, Élie est révolté : cette jeune fille, qui faisait partie de son univers familier, on la lui vole, à lui qui n'a rien. C'est un crime qui ne peut rester impuni ! C'est une question de justice. Aussi Élie décide de tuer Michel. Un soir, il le guette, l'abat d'une balle de revolver tirée en pleine figure et s'enfuit précipitamment à Hambourg.
Vingt-six ans plus tard, Élie, qui a gagné l'Amérique et s'est marié, mène une vie paisible, mais sans joie, comme réceptionniste dans un hôtel de Carlson-City,. Le sort de cette petite ville est conditionné par l'existence d'une mine qui doit être prochainement vendue à la suite du divorce de son propriétaire. Or, le futur acquéreur n'est autre que Michel Zograffi qui a miraculeusement survécu et que le destin remet ainsi en présence d'Elie dans l'hôtel où celui-ci travaille. À son ancienne victime, dont le visage est déformé, il voudrait expliquer ses années perdues après l'abandon des études, son besoin de manger à sa faim, d'avoir chaud, de tout recommencer enfin. Mais Michel, qui a reconnu Élie, se dérobe, se refuse à tout contact. Pourtant Élie a préparé son plaidoyer : que Michel se venge, c'est son droit, mais qu'il ne l'oblige pas à repartir dans la vie ! Les tentatives en vue de provoquer l'entretien décisif, qui donnerait la paix à Élie, resteront vaines. Alors, pour que le crime ne demeure pas impuni, Élie tue Michel.

## Aspects particuliers du roman
Récit en deux grandes parties correspondant à un double cadre spatio-temporel dont l’opposition est accentuée par la différence du climat, physique et psychologique, où se déroule l’action. Le vide entre les deux étapes est, quant à la narration, récupéré dans la seconde partie par un bref retour en arrière
fait du point de vue du héros.

## Fiche signalétique de l'ouvrage

### Cadre spatio-temporel

#### Espace
Liège, 1926, puis Carlson-City en Arizona, vers 1952. Références à Vilna

### Les personnages

#### Personnage principal
Élie Waskou, juif polonais, originaire de Vilna. Étudiant à l’Université de Liège (dans la 1re partie) ; par la suite, employé au Carlson-Hôtel

#### Autres personnages
- Mme Lange, veuve d’un sous-officier tué à la première guerre mondiale
- Louise, sa fille, employée
- Michel Zograffi, étudiant roumain (dans la 1re  partie) ; par la suite, homme d’affaires installé à New York.

## Éditions
- Préoriginale dans Les Nouvelles littéraires n° 1375-1389 du 7 janvier au 15 avril 1954, illustrations de Bernard Milleret.
- Édition originale : Presses de la Cité, 1954
- Tout Simenon, tome 7, Omnibus, 2002  (ISBN 978-2-258-06048-7)
- Livre de poche n° 31539, 2009  (ISBN 978-2-253-12854-0)
- Romans durs, tome 9, Omnibus, 2013  (ISBN 978-2-258-09396-6)
- Romans durs, tome 9, Omnibus, 2023  (ISBN 978-2-258-20266-5)

## Adaptation
- 1995 : Crime impuni téléfilm français réalisé par Péter Gárdos, avec Christian Vadim (Michel Gara), János Bán (Daniel Potok) et Anne-Marie Pisani (Carlotta).

## Source
- Maurice Piron, Michel Lemoine, L'Univers de Simenon, guide des romans et nouvelles (1931-1972) de Georges Simenon, Presses de la Cité, 1983, p. 176-177  (ISBN 978-2-258-01152-6)